# اووسیشته
اووسیشته (به صربی: Ovsište) یک منطقهٔ مسکونی در صربستان است که در توپولا واقع شده‌است. اووسیشته ۶۳۰ نفر جمعیت دارد.